# Mariano de Mur Cirera
Mariano de Mur Cirera   (Sabadell, 9 d'octubre de 1909 - Graus, 21 d'agost de 1936) fou un futbolista català de la dècada de 1930.
Jugava a la posició de defensa. Va ser jugador de la UE Sants la temporada 1928-29, essent fitxat pel RCD Espanyol la temporada següent. Posteriorment defensà els colors de FC Vilafranca, UE Sants i FC Huesca. Va ser internacional amb la selecció de Catalunya.
El seu germà Ignacio també fou futbolista, jugant al CE Europa entre d'altres. Va ser empresonat, jutjat i afusellat a la rereguarda republicana a Graus (Osca) a l'inici de la guerra civil.